# Sannyasin
Sannyasin (Samnyasin, av sanskr. för "avkastande, försakande", munk, asket), namn på en Vaishnava, Shaiva, Shakta eller någon annan del av de strömningar som utgör "hinduismen" i det fjärde levnadsstadiet (ashrama) enligt den i Vedaskrifterna systematiserade sedvanerätten; synonyma benämningar är yati och bhikshu (tiggare).
Efter genomgående av det tredje stadiet (eller redan efter det första, brahmacari) offrar han hela sin egendom till Prajapati och lever sedan ett liv i tempel eller på vandringar som tiggare mottagandes de allmosor som skänks honom. Hans sysselsättning är meditation eller annat andligt arbete, som; ta hand om tempel, ashram eller liknande. Han är likgiltig gentemot denna materiella värld och glädjes endast av sin kärleksfulla relation med Gud; i och med detta är han också vänligt sinnad mot alla levande varelser. 